# David Frankel
David Frankel (New York, 2 aprile 1959) è un regista, sceneggiatore, produttore televisivo e produttore cinematografico statunitense.

## Biografia
Nato a New York da una famiglia ebrea, è figlio di Max Fränkel, editore per lungo tempo del New York Times. Debutta alla regia cinematografica nel 1995 con il film Promesse e compromessi, con Sarah Jessica Parker e Antonio Banderas, l'anno seguente dirige Dear Diary, vincendo l'Oscar per il miglior cortometraggio.
Negli anni seguenti lavora prevalentemente per la televisione, dirigendo due episodi della miniserie Band of Brothers - Fratelli al fronte, varie puntate delle serie televisive Sex and the City ed Entourage. Nel 2006 dirige Anne Hathaway e Meryl Streep nella commedia di successo Il diavolo veste Prada, mentre nel 2008 dirige Jennifer Aniston e Owen Wilson in Io & Marley.
Nel 2012 ha diretto Meryl Streep, Tommy Lee Jones e Steve Carell nel film Il matrimonio che vorrei.
Nel 2013 ha diretto Colm Meaney e Mackenzie Crook nel film One Chance - L'opera della mia vita, basato sulla vita del cantante britannico Paul Potts. Nel 2016 ha diretto Will Smith in Collateral Beauty.

## Filmografia

### Regista

#### Lungometraggi
- Promesse e compromessi (Miami Rhapsody, 1995)
- Il diavolo veste Prada (The Devil Wears Prada, 2006)
- Io & Marley (Marley & Me, 2008)
- Un anno da leoni (The Big Year, 2011)
- Il matrimonio che vorrei (Hope Springs, 2012)
- One Chance - L'opera della mia vita (One Chance, 2013)
- Collateral Beauty (2016)
- Jerry e Marge giocano alla lotteria (Jerry and Marge Go Large) (2022)

#### Cortometraggi
- Dear Diary (1996)
- Just Like You Imagined (2002)

#### Televisione
- Inventing Anna – serie TV, episodi 1x01-1x04 (2022)

### Produttore
- Promesse e compromessi (Miami Rhapsody, 1995)